# Pete Dunaway

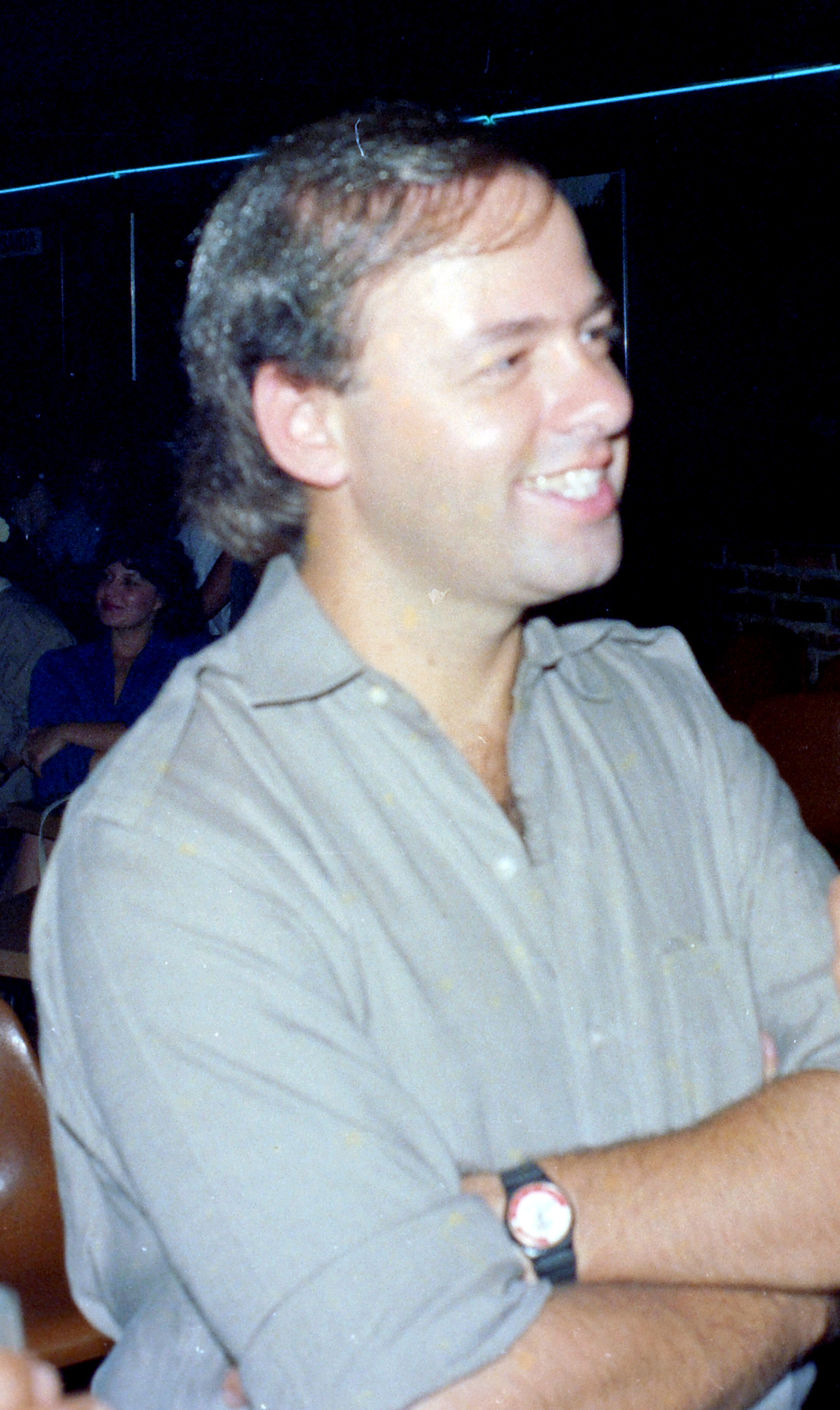
Otavio Augusto, Pete Dunaway

Pete Dunaway, nome artístico de Otávio Augusto Fernandes Cardoso (São Paulo, 20 de julho de 1953 – São Paulo, 8 de outubro de 2023) foi um cantor, tecladista, guitarrista, compositor, arranjador e produtor musical brasileiro.

## Biografia
Dunaway escreveu várias canções e temas instrumentais para telenovelas da Tupi e Globo, entre as quais Rosa dos Ventos, Bel-Ami (telenovela), Os Inocentes e Cuca Legal. Compôs uma das primeiras canções-tema de abertura do Jornal Hoje, a revista vespertina da Rede Globo: Adam and Eve, de 1975. Sua marca registrada eram as baladas melodiosas, emolduradas por belos arranjos, com destaque para as cordas.
Foi diretor musical das gravadoras Som Livre e RGE-Fermata; tocou no grupo Memphis, de Marcos Maynard (Colt 45, Lee Jackson) e Dudu França. Gravou vários compactos e dois LPs pela Som Livre: Pete Dunaway (1974) e Fantastic Musical Land (1977). Em 1996, lançou pela Sky Blue Music o CD The Best of The Music of Pete Dunaway and Memphis. É autor de inúmeros sucessos dos anos 70, entre os quais I'll be fine, Jet music, Helen, You're the reason, Don't let me cry, Tears of life, Heart to heart e Believe me darling. Fez parte dos chamados Brazilian singers, brasileiros que cantavam em inglês na década de 1970.
Esse movimento, incrustado entre a Tropicália e a explosão do pop-rock brasuca dos anos 80, revelou artistas como Morris Albert (Maurício Alberto Kaiserman), Terry Winter (Thomas William Standen), Michael Sullivan (Ivanilton de Souza Lima), Chrystian (João Pereira da Silva Neto), Don Elliot (Ralf Richardson Pereira da Silva), Mark Davis (Fábio Jr.), Paul Bryan (Sérgio Sá), Steve MacLean (Hélio Costa Manso) e Tony Stevens (Jessé). Dunaway também produziu e arranjou para, entre outros, Rita Lee (Fruto Proibido, de 1975) e o primeiro álbum de Guilherme Arantes (1976).
Dunaway fazia muito sucesso desde quando tocava em conjuntos de baile na capital paulista, na virada dos anos 70, notadamente no Círculo Militar e Clube Pinheiros. Nessa época, era conhecido como Otavinho. Entretanto, não seguiu carreira de cantor, apesar do registro vocal agudo, límpido e afinado e de seu talento ímpar como arranjador. Nos anos 1990, passou a trabalhar com publicidade. Mas não deixou de compor. Em 2002, o grupo Twister incluiu No seu olhar, parceria de Dunaway com Ester Campos, no CD Mochila e Guitarra no Avião. Obviamente, uma balada.